# Андрей Чернишов
Андрей Чернишов (на руски: Андрей Чернышов) е съветски и руски футболист и треньор. Майстор на спорта от международна класа (1990).

## Кариера
Чернишов играе за множество клубове в родината си, включително трите московски клуба – Динамо, Спартак и Торпедо, както и Рубин Казан. В чужбина играе за например Щурм Грац, Леобен и Бад Блайберг в Австрия, ПАОК в Гърция, Гройтер Фюрт в Германия.

### Национален отбор
На международно ниво Чернишов е част от националния младежки отбор на Съветския съюз, който печели Европейското първенство през 1990 г. Той също така представлява Общността на независимите държави на Евро 1992.

## Отличия

### Отборни
Спартак Москва
- Руска Премиер лига: 1992
- Купа на СССР по футбол: 1992

Щурм Грац
- Купа на Австрия: 1996